# Вітленд (Монтана)
Вітленд (англ. Wheatland) — переписна місцевість (CDP) в США, в окрузі Бродвотер штату Монтана. Населення — 1103 особи (2020).

## Географія
Вітленд розташований за координатами 45°57′10″ пн. ш. 111°33′16″ зх. д. / 45.95278° пн. ш. 111.55444° зх. д. (45.952675, -111.554523).  За даними Бюро перепису населення США в 2010 році переписна місцевість мала площу 197,32 км², з яких 195,87 км² — суходіл та 1,46 км² — водойми.

## Демографія
Згідно з переписом 2010 року, у переписній місцевості мешкало 568 осіб у 201 домогосподарстві у складі 165 родин. Густота населення становила 3 особи/км².  Було 224 помешкання (1/км²).
Расовий склад населення:
| - 98,2 % — білих - 0,2 % — корінних американців |

До двох чи більше рас належало 1,4 %. Частка іспаномовних становила 0,5 % від усіх жителів.
За віковим діапазоном населення розподілялося таким чином: 26,9 % — особи молодші 18 років, 63,9 % — особи у віці 18—64 років, 9,2 % — особи у віці 65 років та старші. Медіана віку мешканця становила 36,9 року. На 100 осіб жіночої статі у переписній місцевості припадало 90,0 чоловіків;  на 100 жінок у віці від 18 років та старших — 93,0 чоловіків також старших 18 років.
Середній дохід на одне домашнє господарство  становив 99 390 доларів США (медіана — 76 000), а середній дохід на одну сім'ю — 105 001 долар (медіана — 76 750). 
Цивільне працевлаштоване населення становило 263 особи. Основні галузі зайнятості: освіта, охорона здоров'я та соціальна допомога — 22,1 %, будівництво — 14,1 %, виробництво — 11,4 %, сільське господарство, лісництво, риболовля — 11,0 %.